# На грани веков (фильм)
«На грани веков» — советский художественный фильм 1981 года снятый на «Рижской киностудии» режиссёром Гунаром Пиесисом.

## Сюжет
Историческая драма по мотивам романов Андрея Упита «Под господской плетью» и «Первая ночь» входящих в его тетралогию «На грани веков».
Латвия, XVII век. Узнав о бесчинствах управляющего своего имения, молодой барон фон Брюммер оставляет учёбу в Германии и возвращается на родину, чтобы защитить своих крестьян. С согласия барона крестьяне расправляются с тираном-управляющим. Но бунт подавлен, барон арестован, имение отдано другому владельцу.

## В ролях
- Айгар Бирзниекс — Курт фон Брюммер
- Олев Эскола — барон фон Гетлинг
- Ласма Мурниеце-Кугрена — Шарлотта-Амалия
- Урмас Кибуспуу — Карл фон Шрадер
- Интс Буранс — Холгрен
- Лаура Мартионите — Майя
- Ааре Лаанеметс — Мартиньш
- Александр Боярский / Дмитрий Миргородский — Крашевский
- Юрис Стренга — Холодкевич
- Улдис Пуцитис — староста
- Антра Лиедскалныня — жена старосты
- Велта Лине — Лауклене
- Янис Паукштелло — Тенис
- Лилия Жвигуле — Лавизе
- Валдемарс Зандбергс — Бриедис
- Алфредс Видениекс — Марцис
- Лидия Фреймане — Дарта

В эпизодах: Миервалдис Озолиньш, Андис Квепс, Артурс Димитерс, Улдис Ваздикс, Эдгарс Лиепиньш, Ромуалдс Анцанс и другие.
Фильм дублирован на русский язык.

## Съёмки
Господский дом в фильме изображает Замок Яунпилс.